# 25 (tal)
25 er et ulige heltal og det naturlige tal, som kommer efter 24 og efterfølges af 26.

## I matematik
- Femogtyve er et sammensat tal med divisorerne 1 og 5.
- Femogtyve er et kvadrattal (5*5)
- Femogtyve er det mindste kvadrattal, som er en sum af to kvadrattal, nemlig 3² + 4²
- Det er let at se om 25 går op i et tal, idet 25 netop går op i tal der ender på 00, 25, 50 eller 75.

## Andet
- 25 års bryllup kaldes sølvbryllup
- 25 er atomnummeret på grundstoffet mangan

| Matematik | Spire Denne artikel om matematik er en spire som bør udbygges. Du er velkommen til at hjælpe Wikipedia ved at udvide den. |

- Wikimedia Commons har flere filer relateret til 25 (tal)